# ロバート・ハウ
ロバート・ハウ（英: Robert Howe、1732年 - 1786年12月14日）は、アメリカ独立戦争時のノースカロライナ植民地出身、大陸軍少将である。ノースカロライナ植民地では著名なムーア家の出身であり、大陸軍では同植民地出身の5人の将軍の1人、かつ唯一の少将となった。植民地さらにノースカロライナ州政府に参加し、その双方で議員を務めた。
ハウはフレンチ・インディアン戦争（1754年-1763年）のときに植民地民兵隊に従軍し、ケープフェア川河口にあるジョンストン砦指揮官を務めた。世直しの戦争（1764年-1771年）の時は、ウィリアム・トライアン総督の砲兵隊で大佐だった。個人的にも友人だったトライアンがニューヨーク総督となり、その後継者に断固として対抗したので、大いに苦しんだ時期があった。1773年から1775年、ノースカロライナの中、さらにアメリカ各植民地の中の組織化を行う動きで活発に活動し、ノースカロライナ植民地議会の議員になった。アメリカ独立戦争が始まったときに准将に昇進し、南部方面軍の戦闘に深く関わり、サバンナが占領された時は、大陸軍と愛国者民兵隊を指揮していた。
ハウの軍隊指揮官としての経歴については異論が多く、主にジョージアやサウスカロライナの政治および軍隊指導者との抗争で消耗させられた。1778年、サウスカロライナ政府との抗争が一部原因となって、サウスカロライナの副知事クリストファー・ガズデンと決闘することになった。政治や個人的な対立に、ハウを嫌う者達から女たらしと評判されたことが組み合わされ、大陸会議から南部方面軍の指揮官職を剥奪されることになった。その後ニューヨークに派遣され、ハドソン高原でジョージ・ワシントン将軍の下に仕えたが、その期間には成功も重要な経歴も積めなかった。ベネディクト・アーノルドがアメリカを裏切り、ウェストポイントをイギリスに渡そうとした策謀では、アーノルドを援助したことで告発されたイギリス軍士官ジョン・アンドレを審問し、死刑判決を出した軍法会議を主宰した上級士官となった。ハウ自身もイギリスに寝返ろうとしたことで告発されたが、当時イギリス軍が大陸軍の中に不和を起こそうとしていた中でのことだったので、告発は棄却された。戦後、ニュージャージーとフィラデルフィアでペンシルベニアおよびニュージャージー部隊の反抗を何度か鎮める行動に加わり、1783年にノースカロライナの故郷に帰った。その後再度州議会で活動したが、1786年12月、州議会の会期に参加するために向かっている途中で死んだ。

## 初期の経歴と家族

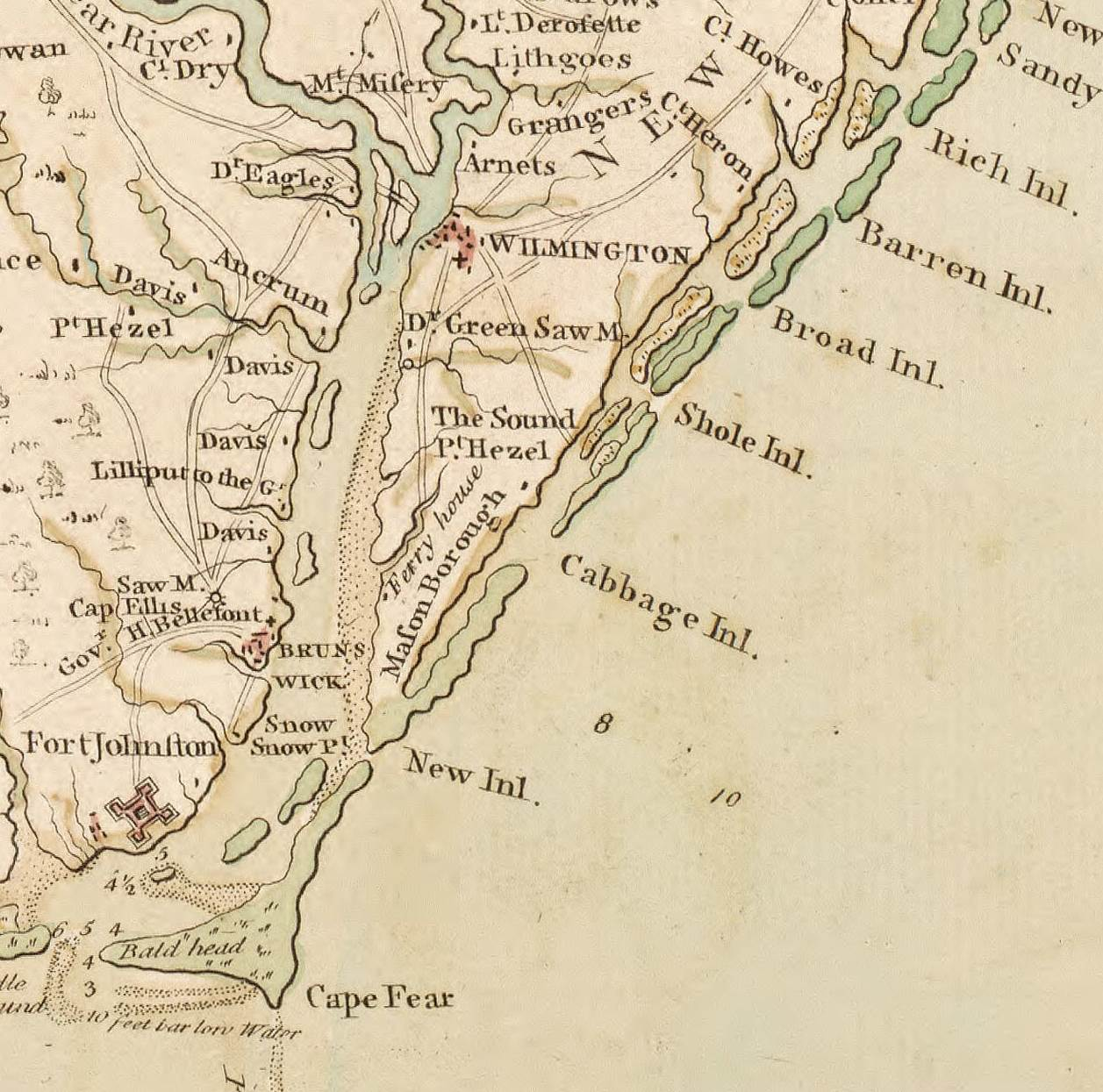
ジョン・コレットによる1770年のノースカロライナ地図の一部、ケープフェア下流部。ハウのプランテーションが右上、バーレン入り江近くにある

ハウは1732年にジョブ・ハウの息子として生まれた。曽祖父は植民地総督のジェイムズ・ムーアであり、カロライナ植民地の南部を統治していた。父のジョブはジョン・イーマンス総督の子孫でもあった。ハウの母はノースカロライナ植民地の法学者フレデリック・ジョーンズの娘で、ジョブの最初の妻マーサだった可能性がある。ジョブ・ハウの先祖は17世紀後半と18世紀初期にサウスカロライナの農園主かつ政治家だった。ハウが生まれる前に、家族はチャールストンを離れ、ノースカロライナ植民地ケープフェア川の岸に入植した。ハウの父はムーア家の縁戚であり、ケープフェア川下流に入って、1730年代までに8万エーカー (320 km2) 以上の農地を所有していた。ジョブ・ハウは1748年に死に、その資産と富をロバートに残した。ロバートには2人の兄弟と2人の姉妹がいた。その全てがジョブの遺書に書かれていた。
ハウは若い時にイングランドに行って教育を受けさせられたが、幾つかの史料では実際に行ったのか疑問を投げかけている。教育を受けた後の1751年から1754年の間のいずれかの時点で、大きな資産の相続人だったサラ・グランジと結婚した。ハウは多くの情事を経験し、婚姻の有り無しを含め多くの子をもうけた。その中には息子のロバート、メアリーとアンの2人の娘がおり、他に母の名前が記録されていない4人までの娘がいた。同時代の者からは女たらしだと広く認められていた。1772年までにグランジと疎遠になり、離婚した。正式に離婚した年に妻の支援のために土地の権利譲渡を行っている。
ロイヤリストの同調者で日記作者のジャネット・ショーが、独立戦争前のハウについて次のように記述していた。
| 「 | ... 私がこの国で見た中でも実に紳士らしかった。恐ろしい動物、彼の前に来るあらゆるものを吸い上げる一種の女たらしと見なされ、彼に抵抗できる女性はいなかった。しかし友人には痛みを与えないので、彼らは彼の長所を過大に扱うことを保証する。彼に耐えられるのは死の間際の女性の力であるので、見かけほど食欲旺盛ではないことを請け合う | 」 |

。
ハウは祖母から、また父の死によって莫大な資産を相続しており、元はバーレン入り江と呼ばれた（現在はメイソン入り江と呼ばれている）場所の近くにあるコメのプランテーション、「ハウズ・ポイント」の所有者になった)。この元プランテーションだった場所は、フィギュアエイト島の対岸本土にある。また、ブレイデン郡にも「マウント・ミザリー」と呼ばれるプランテーションを所有していた。祖母が奴隷と金を遺しており、ハウはそれで自分の資産を築くつもりだった。

## 植民地の政治と軍務
1755年頃、ハウはブレイデン郡民兵中隊の隊長となり、1756年には郡の治安判事に指名された。1760年、ブレイデン郡から植民地議会議員に選出され、1762年まで務めた。1764年、議会がブランズウィック郡を創設し、ハウは新郡の治安判事に指名され議員にも選出された。その後6期を務めることになった。1765年、ヒュー・ワッデル、アブナー・ナッシュ、コーネリアス・ハーネットたち植民地指導者と共に、ウィルミントン・サンズ・オブ・リバティという組織を設立した。これは大半の印刷物に対して課税する1765年印紙法に抗議する団体だった。当時、組織の会員はその抵抗が反乱に繋がるとは考えておらず、住民の意思に逆らって法を執行する政府は、十分な権限を持って行動しているのではないという考えに基づいていた。印紙法危機の決議が行われた後、ハウは植民地財務部門の役人になった。ケープフェア川地域はノースカロライナにおける印紙法抗議活動の中心だったが、植民地総督のウィリアム・トライアンとは個人的に友人でもあり、ハウの政治的野望については総督が後援者だったので、総督と積極的に対立する活動には実質的に関わっていなかった。
フレンチ・インディアン戦争のとき、ハウはバージニア植民地の兵と共に従軍した。1766年、民兵隊の大尉に任官され、ケープフェア川の河口、現在のサウスポートにあったジョンストン砦の指揮官となった。この任務を1766年から1767年までこなし、さらに1769年から1773年まで務めた。その地位には満足していたが、究極的にはジョンストン砦の指揮官にとって必要条件と考えられるイギリス正規軍の任官を得たいと考えていた。しかしトライアンの支援があっても、この任官は得られなかった。1768年の植民地議会で、ハウは植民地における通貨不足に対応する法を提案する大きな役割を演じた。その法案は植民地の法定通貨として商品を受け入れることに繋がるものだったが、法案は成立しなかった。ノースカロライナの田園部では不満を抱く農夫達による世直し運動が税を取り戻そうとしており、また民間の債権者からは圧力があり、その双方にハウの法案は対抗しようとしていた。
植民地の政策を改革しようとしたその動きにも拘わらず、世直しの戦争時にピードモント台地で起こった武装抗議の集団に対し、ハウはトライアン総督から砲兵隊長に指名され、総督の下に仕えることになった。1768年にヒルズボロで世直し運動家と対峙したとき、総督の側近に入っており、また1771年のアラマンスの戦いでは、砲兵隊長と主計総監という2つの役目を果たした。1773年初期、マサチューセッツのジョサイア・クインシー2世がノースカロライナを訪れ、南部の活動家とボストンの活動家の間の協力を発展させようとし、同情心を抱いていた世直しの戦争の原因を調査した。ハウはクインシーを案内し、コーネリアス・ハーネットやウィリアム・フーパーの助力を得て、世直し運動は正当化されないこと、トライアンに対して武器を取ったことに悪があることについて、クインシーを説得した。クインシーはハウが「分別、刀、上院、責任の最も幸福な組み合わせであり、 ... 分別ある男と女性の世界のお気に入り」であることがわかり、「（ハウは）欠点と悪徳があるが、それが無い者がいるだろうか」とも語っていた。しかし、クインシーがハウ、フーパー、ハーネットを訪れたことは、将来イギリスの政府によって押し付けられることに対する反応を協調させるために、植民地間の対話の線を開きたいという者達の願望を生み出したことで重要だった。
ハウの私有財産が安定していることはなく、1766年から1775年の間に、資金を得るために土地を抵当に入れ、奴隷を売らなければならなくなった。1770年、ケープフェア川沿いに広さ400エーカー (1.6 km2) のコメ・プランテーション、ケンドール・プランテーションを購入できたが、1775年にはそれを214ポンドで抵当に入れることになった。ハウが財政的な逆境になった理由は不明であるが、当時の批評家数人は支配階級のエリートの中で外観を保っておく必要があったことだと指摘しており、トライアンの後継総督となったジョサイア・マーティンは、その逆境をハウが公金を使い込んだ可能性の現れだと考えた。特にマーティンは、ジョンストン砦守備隊のために植民地議会が割り当てた資金を着服するために、砦の守備要員を意図的に減らしたと考えた。それは以前の指揮官やイギリスの役人がよく使っていた方法だった。ハウは議員および公職の役人として、マーティンとの折り合いが悪く、マーティンは着任から間もなくハウからジョンストン砦指揮官と財務部門の役職を取り上げた。1770年、議会がイングランドに住む人が所有する不動産を差し押さえようとする法を通そうとして議会内対立が起こり、ノースカロライナではなく、イングランドの法廷から植民地臣民は救済を求めるという要求事項を好んだマーティンと、ハウは直接対立することになった。新総督の政策にハウが敵意に満ちた反対をすることは、ハウが価値ある任命職を奪われたことへの腹いせだと、マーティンは考えた。

## 独立戦争時の政治と軍務
1773年12月、ノースカロライナ植民地議会は通信委員会を設立し、ハウはリチャード・キャズウェル、ジョン・ハーベイ、ジョン・アッシュ、ジョセフ・ヒューズ、サミュエル・ジョンストンと共に委員に指名された。この委員会は他の植民地と通信を行い、イギリスが植民地人に課税など負担を負わせることに抵抗する計画で協調する任務があった。1774年から、ハウはウィルミントンとブランズウィック郡安全委員会の委員となり、同年8月、トウモロコシ、小麦粉、豚肉を集めボストンに送るために組織された委員会の委員も務めた。当時、ボストン港は耐え難き諸法、特にボストン港法によって閉鎖されていた。これはボストン茶会事件や茶法に対する反対行動などに対してイギリス本国が対抗措置として課したものだった。
1774年8月25日、最初の植民地会議が招集されたとき、ハウはブランズウィック郡の代表として出席した。この会議では直ぐに、ピッチ、タバコ、タールなど交易品をイングランドに輸出することを禁止し、イギリスの茶をノースカロライナに輸入することも禁止する法案を成立させた。この年にはまた、ジョサイア・マーティンに改革を要求する文書など、愛国者あるいは「ホイッグ」同調者と呼ばれるものを表明する幾つかの文書を執筆した。1775年4月7日、マーティン総督が超法規的な第二次植民地会議を解散させるという要求を正式に拒否する演説を議会で行った。ハウの対応案が議会で採択されると、マーティンは議会を休会にさせた。同年、ハウは独立戦争最初の軍事衝突であるレキシントン・コンコードの戦いの報せを受け取り、民兵隊には標準的な鼓笛隊に対抗して太鼓とバイオリンによる異様な組み合わせで、訓練を始めさせた。
1775年7月15日、ハウはブランズウィック町の民兵500名を率い、マーティン総督を誘拐するために総督邸宅を襲撃した。しかしマーティンは早朝にジョンストン砦から逃亡し、7月19日にはHMSクルーザーに移った。ハウは砦の建造物に火を点けるように民兵に命じ、ハウの後継指揮官であるジョン・コレット大尉の家から始めさせた。コレットはその前に安全委員会から汚職容疑で告発されていた。マーティンは逃亡した後の8月8日に、ノースカロライナで拡大する騒動は、ウィルミントンの安全委員会によって宣伝された「最も基本的で恥ずべき治安妨害であり、扇動的な虚偽」と呼んだものに責任があると宣言した。
ハウは8月20日に始まったヒルズボロでの第三次植民地会議に再度ブランズウィック郡代表として出席し、議員に対する検証宣誓を開発する任にあたる委員会に指名された。この宣誓はイングランド王に対する忠誠を宣誓するが、イギリスの議会がアメリカ植民地に対して課税する権限を否定するものだった。1776年の第四次植民地会議で、ハウは「独立が（今語られる）言葉であるように見える。異議の声の1つではないことを知っている。」と宣言したことで知られている。

## 大陸軍への従軍

### ノーフォーク焼き討ち

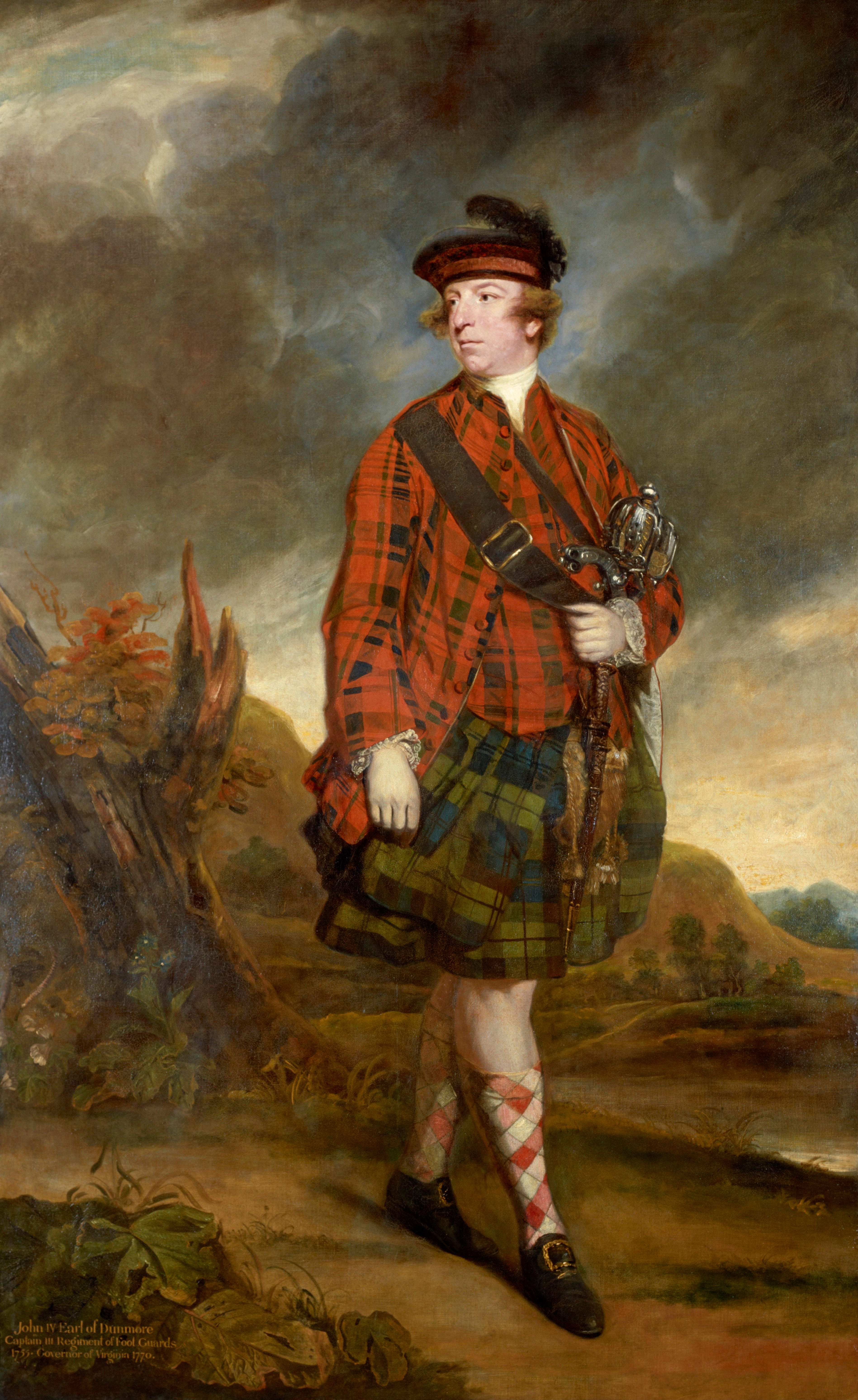
ダンモア卿、ノーフォークでのハウの敵対者、ジョシュア・レイノルズ画、1765年

1775年9月1日、第三次植民地会議がハウを新しく創設された大陸軍ノースカロライナ第2連隊の指揮官に大佐として指名した。この年秋はニューバーンに本部を置き、植民地会議からノースカロライナの北半分、バージニアとの境界までを守る任務を与えられた。当時のバージニア植民地最後の総督ダンモア卿がバージニアの海岸地域を破壊していた。ハウは独自の考えで部隊をバージニアに移動させ、グレートブリッジの戦い直後に到着した。その後は、ロイヤリスト部隊が放棄したばかりのノーフォーク占領を指導し、そこのノースカロライナとバージニアの混成部隊の指揮を執った。ノーフォーク周辺の地域はダンモアの指揮するロイヤリスト民兵隊に占領されていた。
バージニアの若いウィリアム・ウッドフォード大佐よりも上級士官として選ばれたハウは、ノーフォーク沖に停泊するイギリス艦船の艦長達と物資供給について交渉に関わったがこれは異論の多いものだった。この時までにイギリス艦は逃亡したロイヤリストで混み合っていた。状況が悪化し、1776年1月1日にはノーフォークが焼き討ちされた。イギリス軍海兵の行動に始まり、イギリス海軍の艦船から艦砲射撃があり、最後は愛国者部隊が火を放って完成された。火はさらに2日間燃え続け、ハウは撤退する前にまだ残っている建物の大半を壊すように命じた。これはイギリス軍にそれらの建物を使えなくさせるためだった。ハウがノーフォークの指揮に当たっている間に、ウッドフォードはこのノースカロライナ人のことを「勇敢で、用心深く、強健な指揮官」と表現していた。1775年12月22日、ハウはバージニア植民地会議から正式な感謝状を受け、1776年4月27日には第四次ノースカロライナ植民地会議から同様な感謝状を受けた。

### チャールストン 1776年-1777年
1776年3月、ハウは同じノースカロライナの仲間ジェイムズ・ムーアと共に、第二次大陸会議から准将への昇進を受けた。ハウとムーアは大陸軍から将軍の任官を受けたノースカロライナ人5人のうちの2人となった。当初ハウはバージニアの大陸軍全軍の指揮を任されたが、間もなくハウとムーアはサウスカロライナに赴任するよう命令された。ヘンリー・クリントン将軍の指揮するイギリス軍とイギリス海軍が現れたためにムーアの出発が遅れたので、ハウが先ずサウスカロライナに到着した。クリントンがノースカロライナ海岸沖に現れたとき、イギリス王室に対して武器を取って立ち上がった者達に恩赦を発すると言う宣言を行った。ただし、当時革命政府の会議体だったノースカロライナ植民地議会の議長を務めていたコーネリアス・ハーネットとハウだけは恩赦の例外とされた。ハウの領地であるケンドール・プランテーションは、イギリス軍がウィルミントン周辺の作戦行動を行ったときに略奪された。
ハウはチャールストンに到着すると、大陸軍南部方面軍指揮官に指名されていたチャールズ・リーの副官として行動した。1776年6月の第一次チャールストン包囲戦では、サウスカロライナ民兵隊を直接指揮し、チャールストン市の防衛を任された。リーはジョージ・ワシントン将軍を支援するために北部に呼び戻され、その後はジェイムズ・ムーアが南部方面軍指揮官に指名された。リーが不在の間、ハウはチャールストン市とジョージアのサバンナの指揮官となった。1776年9月、サウスカロライナの植民地議会がノースカロライナの大陸軍部隊から兵士を徴募することを士官達に認めたことで、ハウはその議論に巻き込まれることになった。ハウはノースカロライナ植民地議会に、サウスカロライナがその境界内で兵士を徴募させるよう請願した。そこには多くの白人男性が居たからだった。最終的にノースカロライナはその要求を認めたが、すでにサウスカロライナに誘われていたノースカロライナ人を呼び戻す命令を受けた後のことだった。サウスカロライナ議会はこれに抗議し、それら兵士を戻すのであれば徴募のときのボーナスを返還するようハウに求めた。1777年4月15日にジェイムズ・ムーアが病死し、ハウが南部方面軍指揮官を継いだ。

### フロリダと政治的対立 1777年-1778年
ハウの指揮のやり方は直ぐに不満を生じさせ、1777年8月20日、サウスカロライナ植民地議会がその領域内で兵士を指揮する権限について抗議した。それでも同年10月20日には少将に昇進し、大陸軍でこの位まで上がった唯一のノースカロライナ出身者となった。ハウはその指揮下の部隊を構成する各植民地の文民指導者に従うことが多く、植民地役人との紛争について大陸会議に解決を委ねることも多かった。その中でも、ジョージア植民地政府と初期にあった紛争は、知事が戦闘の間に自国出身の部隊を指揮すると主張したことだった。大陸会議は公式見解を求められたときにハウの味方をし、そのような戦闘中も民兵の指揮権はハウに預けるべきだと考えた。しかし事態は複雑であり、民兵の費用について大陸会議が出費する相手は軍隊の士官ではなく植民地に対してであり、ハウは資金について植民地政府に頼るしかなかった。
1778年、チャールズ・リーが立案した作戦に従ってイギリス領西フロリダを襲う行動を命じられた。しかしこの作戦をハウは嫌っていた。1777年に行われた前回の遠征には直接参加しておらず、この遠征は直ぐに失敗に終わっていた。大陸会議はハウの遠征に関する心配を無視し、ジョージアの民兵隊と合流してフロリダに侵入するよう命じた。フロリダに入った合同部隊は物資と特に奴隷の不測のために歩みが鈍かった。この奴隷は南へ進軍するために道路を建設し、土地を切り開いていく機能を果たすべくハウが要請したものだった。
1778年6月29日、ハウはジョージアとフロリダの境界の一部をなすセントメアリーズ川沿いのトーニン砦を占領した。ジョージアの知事ジョン・ハウストンは大陸軍の将軍に対して、その民兵隊の指揮を任せることを拒み、ハウの作戦会議に参加することを辞退した。さらに事態を悪くしたのは、サウスカロライナ民兵隊がアンドリュー・ウィリアムソン大佐の指揮でジョージアに到着したことであり、ウィリアムソンもその部隊をハウが指揮することを拒んだ。この小さな侵略から間もなく、イギリス軍は援軍を得て、サバンナに圧力をかけてきた。1778年7月14日までに、ハウはその部隊を北に引き返させ、チャールストンに戻るしかなくなった。この遠征の失敗についてハウはその責任の大半を負わされ、ジョージアの役人は大陸軍の指揮層に非難を投げかけ、大陸会議は以前にハウの民兵隊指揮権限を認めていたにも拘わらず、ジョージア民兵隊の統制が取れなかったことを理解できなかったことで事態は悪化した。

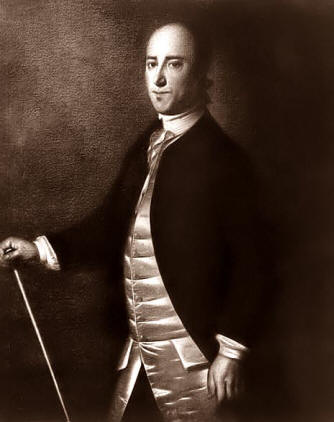
クリストファー・ガズデン、1778年にハウと決闘した。 ジェレマイア・テウスによる戦前の肖像画

### クリストファー・ガズデンとの決闘 1778年
地元の政界と軍隊の指導者との諍いだけが困難なものではなかった。1778年8月30日、サウスカロライナのクリストファー・ガズデンがハウの指揮下にあった1777年に辞任したことから始まったと考えられる攻撃について、拳銃で決闘することになった。この議論は、ハウが巻き込まれた多くのものと同様、大陸軍と、植民地政府がその士官や兵士を支配下に置いておきたいという願望との間の紛争が中心になっていた。ガズデンは、ハウの指揮官としての知性と能力を攻撃し、サウスカロライナの大陸軍に命令を発する権限を法的に問題とした手紙を書き回覧したことで、攻撃されたと考えたことに反応していた。ハウは1778年8月17日にガズデンを攻撃し、賠償を要求していた。
この決闘のとき、サウスカロライナ知事チャールズ・ピンクニーの父で同名のチャールズ・ピンクニー大佐がハウの介添えになり、バーナード・エリオットがガズデンの介添えになった。ハウが先ず初めに8歩の距離で発砲してしくじったが、銃弾はガズデンの耳を掠った。次にガズデンは意図的に自分の左肩の上に向けて発砲し、ハウにもう一度発砲するよう要求し、これをハウが拒否した。その結果として双方が詫びを入れて分かれた。この事件は個人的なことでは終わらず、「サウスカロライナ・アンド・アメリカン・ガゼット」紙が1788年9月3日に決闘の詳細を記事にした。同月、イギリス軍のジョン・アンドレ少佐がヤンキードゥードゥルの調子に合わせて決闘の様子を18連の風刺詩にして出版した。アンドレは後にベネディクト・アーノルドの寝返りを仲介することになった。

### 指揮官からの解任とサバンナの戦い 1778年

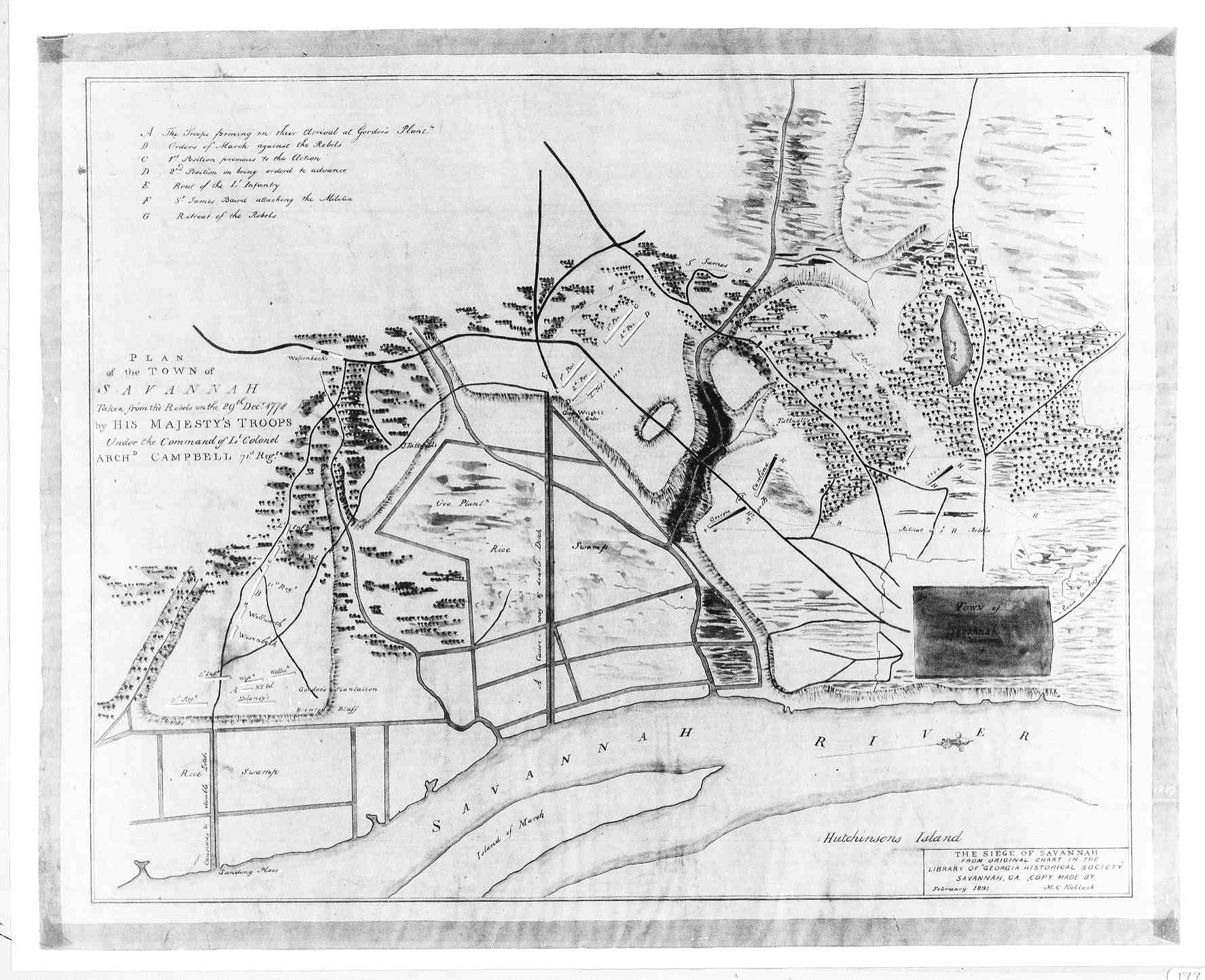
第一次サバンナの戦いを描いた1778年の地図を1891年に複製したもの

ハウが女性といちゃつくことについてサウスカロライナで陳述書が回覧された後、大陸会議はついに1778年9月25日、南部方面軍指揮官職からハウを解任し、ベンジャミン・リンカーン少将を後任に据えた。ハウは南部方面軍に留まり、サバンナから指揮を執った。サバンナでリンカーンが援軍を率いてくるのを待つ間、市の周りに防御陣を作り、迫りくる攻撃に備えた。ハウストン知事は再度ハウと口論し、ちっぽけな民兵の支援以上のことを拒んだ。
1778年12月29日、第一次サバンナの戦いのとき、イギリス軍は市の近くで上陸し、アーチボルド・キャンベルの指揮でハウが通過できないと考えていた湿地を通ることで、会戦に引きずり出されていたハウ軍の側面を衝いた。その前にハウは斥候に湿地を抜ける道を全て見張るように命令していたが、キャンベルの選んだ経路は奴隷によって教えられたものであり、愛国者軍には分かっていなかった。ハウの陣地はそうでなければ強力で防御に適していたが、愛国者軍の背後にイギリス軍が現れたことで恐慌をきたした。ハウ指揮下の民兵は即座に逃げ出し、500名以上の大陸軍兵と民兵が殺されるか捕虜になった。それに続く敗北でサバンナはイギリス軍に占領され、そのことでハウは大いに非難を浴びた。1779年1月3日、ハウは正式に指揮職をリンカーンに渡した。
サバンナにおける失敗によって、ジョージアの役人は国をイギリス軍に明け渡したと考えハウを批判した。また大陸軍の同僚であるウィリアム・ムールトリーなど将軍たちは、イギリス軍に対して勢力で大きく劣っているときも抵抗しようとしたとしてハウを責めた。その後開催された軍法会議における証言で、イギリス軍が選んだ湿地の道は知っていたが、この道を通って攻撃してくる可能性は「非常に少ない」と考えたので、守らなかったと述べた。これはジョージアの民兵士官ジョージ・ウォルトンが証言していたことと矛盾していた。ウォルトンは、ハウが戦闘前にこの道を知らず、湿地にこの道があることを誤って理解していたと述べたと証言していた。

### ハドソン・バレーとコネチカット、1779年

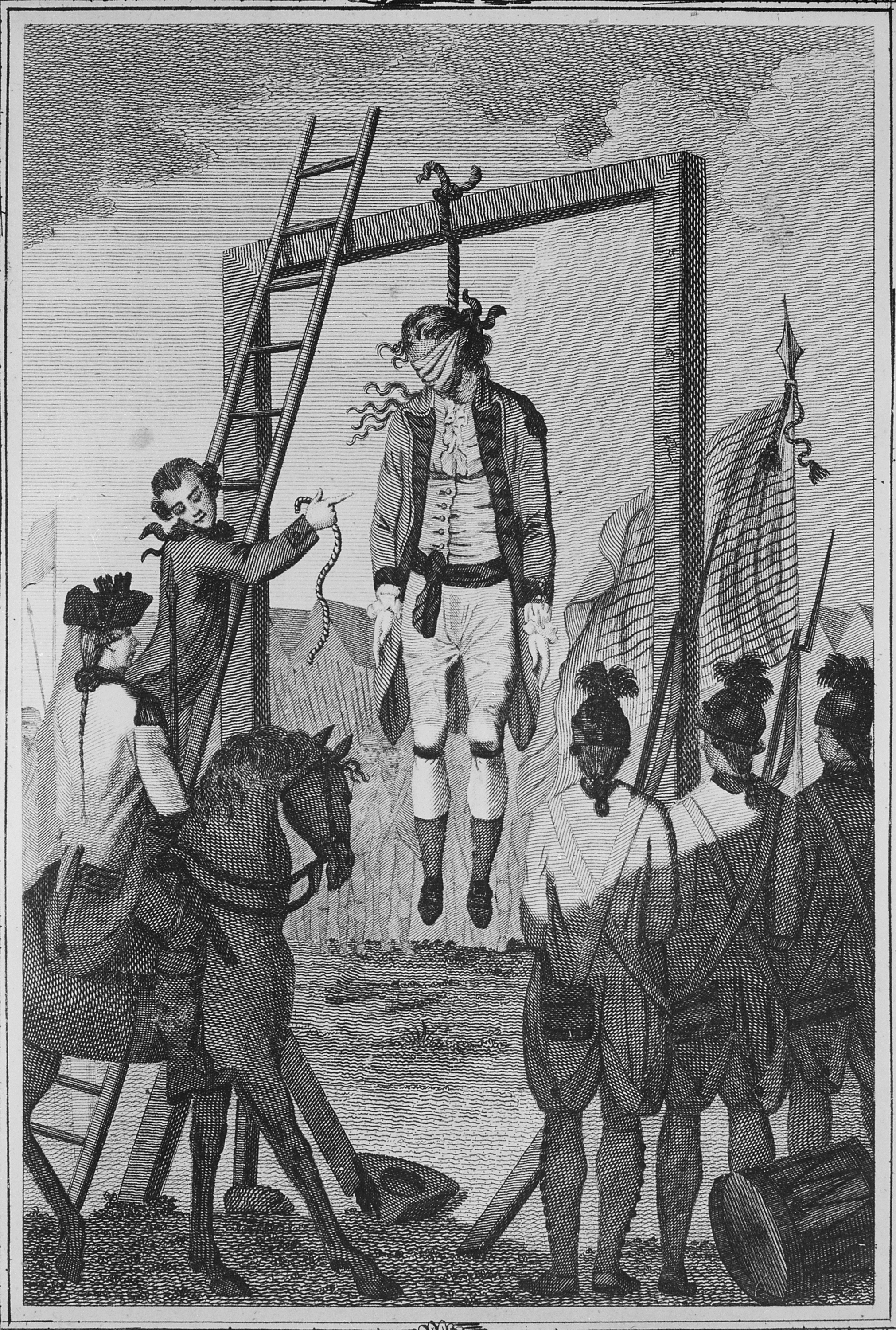
ジョン・アンドレの処刑。ハウたち高級将校がスペイ容疑で有罪とした

リンカーンが到着した後、ハウは北部の大陸軍に合流するよう命じられ、1779年5月19日に着任した。ハウは転倒したときに負傷し、到着後も1か月間は任務をこなせなかった。当初は昔の庇護者であるウィリアム・トライアンやその副官であるエドマンド・ファニングによるイギリス軍の襲撃に対してコネチカットを守るのが任務だった。ハウの作戦本部はリッジフィールドにあった。
ストーニーポイントの戦い直前の1779年6月18日、ストーニーポイントからはハドソン川の対岸にあるイギリス軍の防衛拠点バープランクス・ポイントを襲撃する作戦で、イズラエル・パットナム将軍を支援するよう命令された。ハウは砲兵隊による砲撃と歩兵の襲撃を指揮するよう任されたが、与えられた野砲、塹壕掘削用の道具、食料、弾薬の数は少なく、敵陣地を本気で奪いに行けるものではなかった。この作戦は無理だとワシントンに助言し、ワシントンの同意で攻囲を中止させた。歴史家達はハウがイギリス軍陣地を奪えなかったことで、その経歴に傷をつけ、二度と大きな指揮の役割を与えられなかったと主張している。ウィリアム・アーバインなど同時代の将軍は、バープランクス・ポイント襲撃について、ハウは「才能があり、 ... 考えられる多くの障害を見出し、その遅れについてもっともらしい言い訳をこしらえただけだ」と批判していた。
ストーニーポイントの戦い後、ハウは先ずワシントン軍の左翼指揮を任された。その部隊はジョン・ニクソンとジョン・グローバー各将軍が指揮するマサチューセッツの旅団と、リッジフィールドで指揮する自らの部隊で構成されていた。ハウが統制している地域では軍事行動がほとんど無かったので、マンハッタンやロングアイランド湾沿いにあるイギリス軍の陣地について情報を愛国者軍に提供するスパイを求め、そのネットワークを育成することが任務となった。

### ウェストポイントとベネディクト・アーノルドの陰謀 1779年-1780年
ハウはその指揮官任務の一部として、ワシントンから軍法会議の主催者に選ばれた。この軍法会議は、ベネディクト・アーノルドが1778年から1779年にフィラデルフィアの指揮官を務めたときに、その行動の妥当性を判断するために招集された。この期間にアーノルドはイギリス商人と取引をしたとされており、数ある不正行為の中でもその地位には不適切な私的商取引を実行したというものだった。コネチカットのミドルタウンにあったハウの作戦本部で招集されたこの裁判は、イギリス軍から攻撃される恐れがあったために数か月間休会され、1779年12月に再招集、1780年1月に閉廷となった。1779年秋の休会中に、ハウはワシントンから、フランス海軍と組んで陸海からイギリス軍を攻撃できる位置に移動するよう命じられたが、フランスによるニューヨーク襲撃は実現されなかった。軍法会議は1780年1月26日に判決を出し、アーノルドは敵港からの船がフィラデルフィアに入ることを認めたことで戦争の規約に違背したとして有罪となり、ワシントンがアーノルドを譴責することを推奨した。
1780年2月21日、ハウはウェストポイントの砦に駐屯する大陸軍指揮官となった。それはベネディクト・アーノルドがその要塞をイギリス軍に引き渡そうとした陰謀の直前のことだった。大陸会議におけるアーノルドと支持者数人がワシントンを説得して、1780年8月3日に砦の指揮権をアーノルドに渡させた。ハウは戦争の残り期間をハドソン川バレー上流で活動し続け、特にダブルスパイであるジョシュア・ヘット・スミスなど地域のスパイ・ネットワークを監督した。スミスは後にアーノルドの裏切りと告発で重要な役割を演じた。この期間、ハウとイギリス軍が対話していたということを示す証拠が現れたが、ワシントンはこれがイギリス軍ヘンリー・クリントン将軍による攪乱のための噂に過ぎないと片づけた。ハウは、アーノルドの陰謀に加担していたイギリス軍士官ジョン・アンドレ少佐の軍法会議を主宰し、スパイ容疑で死刑に処した。

### ペンシルベニアの反乱と終戦 1781年-1783年
1781年、ハウはニュージャージーで起きたプロンプトン反乱を鎮めるときに貢献した。これは少し前のペンシルベニア大陸軍反乱に刺激を受けたものだった。ワシントンは宿営地を包囲させ、軍法会議を手配し、首謀者2人を処刑するようハウに命じた。1781年秋、ハウはワシントンにバージニアへの同行許可を求めた。それはイギリス軍に対する最後の作戦であることが予測できたが、ワシントンはそれを断った。その代わりにハウはフィラデルフィアでの軍法会議に出廷し、1778年のサバンナ防衛での行動について審問を受けるよう求められた。この裁判はフリードリッヒ・ヴィルヘルム・フォン・シュトイベンが指導し、1781年12月7日に開廷し、1782年1月23日に閉廷となった。ハウはサバンナでの悪事とされるものすべてについて「最高の栄誉」で無罪となった。副参謀補のジョン・カーライル将軍が、1782年春のアレクサンダー・マクドーガル将軍の行動を調査する軍法会議を開くようハウに命じた。マクドウガルはハウの個人的な友人だったが、この裁判では、1776年の作戦会議で得た機密情報をそのような情報を与えることが許されない人物にマクドーガルが漏らしたという軽罪で有罪となった。さらに1783年、ペンシルベニア反乱の鎮圧に呼び出された。このときは大陸会議がフィラデルフィアから逃亡する事態になっていた。

## 戦後の経歴と死
1783年に2回目のペンシルベニア反乱を鎮めた後、ハウはシンシナティ協会の設立に参加し、国家憲章に署名した2人目の士官となった。その署名はフォン・シュトイベン男爵の次にある。その後ノースカロライナのケンドール・プランテーションに戻った。そこはハウの遠戚が所有する有名なオートン・プランテーションからは上流にあった。この年にはまた、ノースカロライナ・シンシナティ協会の共同設立者となり、その憲章に署名した。1783年と1784年の大半で、フィラデルフィア、ニューヨーク、その他北部の都市を何度も訪れ、大陸会議に責があると主張する債務の勘定を合わせ返却を求めた。このときもプランテーションの抵当権入れを求められたが、1785年になって大陸会議から7,000ドルの支払いを受けた。
1785年、ハウは連合会議から西部のインディアン数部族と条約を締結する担当として指名を受けたが、代理人であるジョージ・ロジャース・クラーク、リチャード・バトラー、サミュエル・ホールデン・パーソンズと実際に同行することはなく、彼らが1786年にハウ抜きでフィニー砦条約を締結した。ハウはベンジャミン・スミスがボールドヘッド灯台を建設する計画づくりを支援し、元ロイヤリストでノースカロライナでの以前の生活に戻りたいという者達を支援するために、州の司法に対して弁護することで積極的に働いた。
1786年夏、ハウはノースカロライナ州下院議員に選出された。しかし議会に出席するために向かう途中で病気に倒れ、1786年12月14日にブレイデン郡で死んだ。その遺骸は後にコロンバス郡となった所にある私有地に埋葬されたが、その正確な場所は今も分かっていない。後にサウスポートの旧スミスビル墓地にその栄誉を称える記念碑が建立された。

## 遺産
ハウは軍事的な成功や評判が無いために、相対的には否定的に記憶されてきたが、ノースカロライナの歴史家ヒュー・ランキンはその伝記で、「彼の可能性は好意的な認知を得られるような適当な力を持たなかったときに来ていた」と記した。1903年のアメリカ合衆国下院で、ジョン・ディラード・ベラミー議員がハウの功績を記念するためにウィルミントンにハウの騎馬像を建てる法案を提出した。1940年、ノースカロライナ州はハウの業績を記念するハイウェイ沿い歴史標識を制作し建立した。この標識はベルビルの州道133号線沿いに立っている。1955年の映画『スカーレット・コート』は、ベネディクト・アーノルドの陰謀の高潮期にハウが演じた役割を俳優のジョン・マッキンタイアが演じた。

### 裏切りの証拠
学者たちの中には、ハドソン・バレーにおける非公式スパイ監督者としてのハウの行動に関して疑問を投げかける者がおり、イギリス正規軍士官への任官と引き換えにハウが何らかの取引を行おうとしたことを示す証拠になっている。それはベネディクト・アーノルドが1780年に行ったことと類似していた。ハウが准将に指名された1776年には既に、ヘンリー・ケリーというロイヤリスト商人がイギリスの植民地担当大臣ジョージ・ジャーメインに、ハウは容易にイギリス側に与するよう誘惑できると助言しており、さらにイギリスの戦争遂行のために大きな取引を提供できるとも主張していた。
1780年、ベネディクト・アーノルドが裏切りをしようとして露見した後、イギリスの離反者で元イギリス軍士官ビーズリー・エドガー・ジョエル大尉が、アーノルド以外にも寝返ろうとしていると主張しており、尋問後にジョエルはその士官としてハウを挙げていた。ジョエルはその情報源としてウィリアム・トライアンの秘書エドマンド・ファニングの名前を挙げていた。さらにハウのイギリス軍との対話手段として、たびたび捕虜となり、捕虜交換を繰り返した者が両者の間で伝言を運んだとも述べていた。ワシントンも大陸会議の戦争委員会も、ジョエルがイギリスのスパイだと疑っていたので、その話を信じなかったが、ジョエルは後にトーマス・ジェファーソンとバージニア政府から国内のロイヤリスト勢力に対して愛国者民兵隊を率いるよう任官されていた。さらにニューヨークのロイヤリストで、ハウの代理人かつアーノルドの共謀者であるジョシュア・ヘット・スミスの兄弟、ウィリアム・スミスがその日記の1780年4月29日に、兄弟のトマス・スミスがジョエルの語ったのと同じ方法で愛国者からの「情報」を持って代理人がイギリス側に来たということを知らされたと記していた。1780年9月28日、ウィリアム・スミスはヘンリー・クリントンに、「ボブ」・ハウが愛国者を売る用意があると考えると伝えていた。
後の歴史家、例えばダグラス・サウスオール・フリーマンは、ハウが裏切ろうとしたという仮定を度々否定し、ジョエルが愛国者政府に自身を結び付けようとした創作だと考えている。ハウの生涯を扱った唯一の著作では、1ページでこの反逆の噂を議論しただけだった。一方で、フリーマンの判断は主にこの噂に対するワシントンの評価に基づいているが、ワシントンはウィリアム・スミスの日記にあるかなり念入りな証拠を見ていなかった。他の可能性として、ハウはその統制下にあった膨大なスパイ・ネットワーク管理を隠すために、裏切りの可能性をイギリス軍の間に広げようとしただけだとも考えられる。この戦術はフィリップ・スカイラーなど他の大陸軍スパイ操作者も使っていた。ハウの経歴と動機を調べた歴史家フィリップ・ランレットは、スカイラーの輝かしい経歴とハウの失敗の記録を比較して、ハウが寝返ろうとしていたという結論を引き出した。ハウが無罪であるか、あるいは裏切ろうとしたことで有罪であるか、今日まではっきりとした証拠はない。